# Honoka (lol)
honoka（ホノカ、1996年8月26日 - ）は、日本の歌手、モデルであり、男女混合5人組パフォーマンスグループ・lol-エルオーエル- のメンバーである。
京都府出身。avex artist academy大阪校出身。

## 人物
lol-エルオーエル-としてのグループ活動ではラップを主に担当、またムードメーカーを担っており、その高いテンションから繰り出されるラジオではリスナーからhonokaの出る週はボリュームを下げないといけないと指摘されたことがある。ライブ中のMCなどを担当することも多かった。写真集を発売するなどモデルとしての一面を見せたことがあるほか、ソロアーティストとしての活動も並行している。
デビュー当初の愛称は「ホノエル」であり、ディズニーのアリエルが好きなところから。
コーヒーが好きだが、カフェイン中毒になりかけており胃痙攣がでているとの事。
自動二輪免許を取得しているが、今はもう乗れないとファンに語ったことがある。
座右の銘は「自分次第」。MBTI診断ではINTP(論理学者)である。
KMプロデュースにてソロデビューを果たしているが、グループ活動とは異なった一面をのぞかせておりメンバーから「honokaの声なの？」と驚かれたとインタビューにて答えている。

## 略歴

### 2014年9月～
5人組ダンス&ヴォーカルグループlol-エルオーエル-が結成され、メンバーとなる。メンバーカラーは黄色。翌年2015年には1st single「fire!」にてメジャーデビューを果たす。その後もグループ活動を続けていき、2019年にはメンバーのhibikiと共にビクターエンタテインメントのHA-LC50BTのスペシャルインタビューが公開。2020年には自身初の1st写真集『僾-ほのか-』（宝島社出版）を発売。
2025年3月1日、ファンクラブ内で「honokaとわんべきゅー」を開催、当日は同じグループメンバーのmocaがサプライズで参加しファンと交流を行った。
同年6月1日のライブをもってlol-エルオーエル-が解散となったが、最後の曲となる「ever after」では作詞を担当した。

### ソロデビュー
2021年5月26日、ソロデジタルシングル「rai-rai」をリリース。約4か月後の9月29日にはソロデジタルシングル第二弾「future」をリリース
2022年2月2日には、ソロデジタルシングル第３弾「celebrate」をリリース。翌週2月9日、lol初のユニット曲「my bestie」をリリース、hibikiと作詞にも挑戦した。また新潟県三条市結婚式場”Geo world VIP”のCMソングにも採用された
その後配信リリースはなくグループ活動のほか各所のライブイベントに参加を続けていたが、2024年2月18日、2年ぶりにソロとして「dondon」をリリース。さらには8月14日、「フタリノリ」をリリース。
2025年1月現在で5枚のシングルが配信リリースされている。詳細はディスコグラフィを参照。

## ディスコグラフィ
|   | 曲名               | リリース日    |
| - | ------------------ | ------------- |
| 1 | rai-rai(Prod.KM)   | 2021年5月26日 |
| 2 | future(Prod.KM)    | 2021年9月29日 |
| 3 | celebrate(Prod.KM) | 2022年2月2日  |
| 4 | dondon             | 2024年2月18日 |
| 5 | フタリノリ         | 2024年8月14日 |

また、配信リリースはされていないがライブにてlike that!! pt.3を披露したことがある。

## 出演

### テレビ
- ジョシとドラゴン(2024年10月1日 - 10月25日、TBSテレビ）

### LIVE
- Otani pre.【Music has no borders~premium~】（2023年7月28日、GRIT at Shibuya）
- SUMMER GODDESS 2023（2023年8月24日、shibuya eggman）
- Otani pre.【Music has no borders~premium~】（2023年9月26日、Shibuya DIVE）
- A-Russian（2023年10月6日、西永福JAM）
- 「TOKYO TRAX × eggman 43rd Anniversary-」（2024年3月1日、shibuya eggman）
- MAGNET（2024年8月5日、代官山SPACE ODD）
- VIRGO（2024年12月3日、EBISU BATICA）

## 書籍

### 写真集
- 僾-ほのか-（2020年7月28日、宝島社）ISBN 978-4-299005410